# Deutsche Fünfkampf-Meisterschaft 1940
Die Deutsche Fünfkampf-Meisterschaft 1940 war eine Billard-Turnierserie und fand zum vierten Mal vom 15. bis 19. Mai in Leipzig statt.

## Geschichte
Durch den Fronteinsatz im Krieg fehlten mit August Tiedtke, Walter Lütgehetmann und Ernst Rudolph  die besten Spieler der letzten Jahre bei dieser Meisterschaft. Dadurch war der Wiener Ernst Reicher, der zu dieser Zeit in Leipzig lebte und für die Leipziger Billardfreunde an den Start ging, der klare Favorit. Er gewann dann auch vier der fünf Einzeldisziplinen und wurde überlegen Meister. Platz zwei sicherte sich der routinierte Otto Unshelm aus Magdeburg vor den jungen Kölner Nachwuchstalent Josef Bolz.

## Modus
Reihenfolge der Endrechnung in der Abschlusstabelle:
1. PP = Partiepunkte
2. VGD = Verhältnismäßiger Generaldurchschnitt
3. MP = Matchpunkte
4. BVED = Bester Einzel Verhältnismäßiger Durchschnitt

Bei der Berechnung des VGD wurden die erzielten Punkte in folgender Weise berechnet:
Freie Partie: Distanz 200 Punkte (erzielte Punkte mal 1)
Cadre 45/2: Distanz 150 Punkte (erzielte Punkte mal 2)
Einband: Distanz 50 Punkte (erzielte Punkte mal 9)
Cadre 71/2: Distanz 100 (Punkte erzielte Punkte mal 3)
Dreiband: Distanz 20 Punkte (erzielte Punkte mal 40)
Alle Aufnahmen wurden mal 1 gewertet.
Der Fünfkampf wurde auch in dieser Spielfolge gespielt.
In der Endtabelle wurden die erzielten Partiepunkte vor den Matchpunkten und dem VGD gewertet.

## Abschlusstabelle
| Legende | Legende                                       |
| --- | --------------------------------------------- |
| Abk. | Bedeutung                                     |
| Pkt. | erzielte Punkte                               |
| Aufn. | benötigte Aufnahmen                           |
| ED | Einzeldurchschnitt                            |
| GD | Generaldurchschnitt                           |
| VGD | Verhältnismässiger Generaldurchschnitt        |
| BMD | Bester Mannschaftsdurchschnitt                |
| BED | Bester Einzeldurchschnitt                     |
| BSD | Bester Satzdurchschnitt                       |
| BEVD | Bester Einzel Verhältnismässiger Durchschnitt |
| HS | Höchstserie                                   |
| MP | Match Points                                  |
| PP | Partie Punkte                                 |
| G-U-V | Gewonnen-Unentschieden-Verloren               |
| SV | Satzverhältnis                                |
| WRP | Weltranglistenpunkte                          |
| | 1. Platz (Gold)                               |
| | 2. Platz (Silber)                             |
| | 3. Platz (Bronze)                             |
| | Bester GD des Turniers/Runde                  |
| | Bester VGD des Turniers/Runde                 |
| | Bester ED des Turniers/Runde                  |
| | Bester BVGD des Turniers/Runde                |
| | Beste HS des Turniers/Runde                   |
| (Evtl. finden nicht alle Begriffe Anwendung oder einige sind nicht aufgeführt. Diese können in der Liste der Karambolage-Begriffe nachgesehen werden.) |                                               |

| Endklassement | Endklassement            | Endklassement | Endklassement | Endklassement | Endklassement |
| Platz         | Name                     | PP            | MP            | VGD           | BVED          |
| ------------- | ------------------------ | ------------- | ------------- | ------------- | ------------- |
| 1             | Ernst Reicher (Leipzig)  | 42:8          | 10:0          | 26,06         | 35,30         |
| 2             | Otto Unshelm (Magdeburg) | 28:22         | 8:2           | 19,25         | 20,34         |
| 3             | Josef Bolz (Köln)        | 26:24         | 6:4           | 14,90         | 17,90         |
| 4             | Franz Hahn (Düsseldorf)  | 22:28         | 4:6           | 17,17         | 20,84         |
| 5             | Walter Krüger (Berlin)   | 22:28         | 2:8           | 16,06         | 21,57         |
| 6             | Engelbert Kocian (Wien)  | 10:40         | 0:10          | 14,67         | -             |

## Disziplintabellen
| Platz | Name             | MP   | Pkte. | Aufn. | GD    | BED    | HS  |
| ----- | ---------------- | ---- | ----- | ----- | ----- | ------ | --- |
| 1     | Ernst Reicher    | 10:0 | 1000  | 40    | 25,00 | 200,00 | 200 |
| 2     | Otto Unshelm     | 6:4  | 781   | 66    | 11,83 | 14,28  | 76  |
| 3     | Engelbert Kocian | 4:6  | 841   | 66    | 12,74 | 22,22  | 110 |
| 4     | Franz Hahn       | 4:6  | 677   | 85    | 7,96  | 10,52  | 61  |
| 5     | Josef Bolz       | 4:6  | 694   | 99    | 7,01  | 8,69   | 84  |
| 6     | Walter Krüger    | 2:8  | 756   | 100   | 7,56  | 11,11  | 49  |

| Platz | Name             | MP  | Pkte. | Aufn. | GD    | BED   | HS  |
| ----- | ---------------- | --- | ----- | ----- | ----- | ----- | --- |
| 1     | Ernst Reicher    | 8:2 | 717   | 46    | 15,58 | 37,50 | 101 |
| 2     | Franz Hahn       | 8:2 | 624   | 52    | 12,00 | 15,00 | 95  |
| 3     | Walter Krüger    | 6:4 | 661   | 75    | 8,81  | 10,00 | 63  |
| 4     | Josef Bolz       | 4:6 | 485   | 82    | 5,91  | 9,37  | 95  |
| 5     | Engelbert Kocian | 2:8 | 598   | 76    | 7,86  | 10,71 | 41  |
| 6     | Otto Unshelm     | 2:8 | 529   | 71    | 7,45  | 7 50  | 46  |

| Platz | Name             | MP   | Pkte. | Aufn. | GD   | BED  | HS |
| ----- | ---------------- | ---- | ----- | ----- | ---- | ---- | -- |
| 1     | Ernst Reicher    | 10:0 | 250   | 80    | 3,12 | 5,55 | 19 |
| 2     | Otto Unshelm     | 8:2  | 237   | 103   | 2,30 | 2,94 | 23 |
| 3     | Walter Krüger    | 4:6  | 186   | 90    | 2,06 | 3,12 | 20 |
| 4     | Josef Bolz       | 4:6  | 222   | 137   | 1,62 | 2,08 | 18 |
| 5     | Engelbert Kocian | 2:8  | 199   | 114   | 1,74 | 2,08 | 15 |
| 6     | Franz Hahn       | 2:8  | 205   | 124   | 1,65 | 1,72 | 12 |

| Platz | Name             | MP  | Pkte. | Aufn. | GD   | BED   | HS |
| ----- | ---------------- | --- | ----- | ----- | ---- | ----- | -- |
| 1     | Ernst Reicher    | 8:2 | 459   | 51    | 9,00 | 16,66 | 75 |
| 2     | Otto Unshelm     | 6:4 | 406   | 46    | 8,82 | 14,28 | 32 |
| 3     | Josef Bolz       | 6:4 | 438   | 70    | 6,25 | 11,11 | 34 |
| 4     | Walter Krüger    | 6:4 | 392   | 63    | 6,22 | 10,00 | 39 |
| 5     | Franz Hahn       | 2:8 | 433   | 61    | 7,09 | 6,25  | 41 |
| 6     | Engelbert Kocian | 2:8 | 329   | 61    | 5,39 | 7,14  | 29 |

| Platz | Name             | MP   | Pkte. | Aufn. | GD    | BED   | HS |
| ----- | ---------------- | ---- | ----- | ----- | ----- | ----- | -- |
| 1     | Josef Bolz       | 8:2  | 98    | 209   | 0,468 | 0,645 | 4  |
| 2     | Ernst Reicher    | 6:4  | 87    | 149   | 0,583 | 0,769 | 6  |
| 3     | Otto Unshelm     | 6:4  | 97    | 185   | 0,524 | 0,740 | 4  |
| 4     | Franz Hahn       | 6:4  | 85    | 171   | 0,497 | 1,052 | 4  |
| 5     | Walter Krüger    | 4:6  | 82    | 183   | 0,448 | 0,689 | 4  |
| 6     | Engelbert Kocian | 0:10 | 55    | 161   | 0,341 | -     | 5  |